# Katolickie duchowieństwo parafialne Rzeczypospolitej Obojga Narodów
Na terenie Rzeczypospolitej Obojga Narodów po Soborze Trydenckim w skład katolickiego duchowieństwa parafialnego wchodzili proboszczowie (w polszczyźnie XVI-XVIII wieku zwanie plebanami), wikariusze oraz prebendarze tacy jak: prepozyci szpitalni, mansjonarze i altaryści.

## Urzędy i funkcje
Proboszcz był odpowiedzialny za całokształt spraw parafialnych. Swobodnie dysponował dochodem pochodzącym z majątku parafialnego (beneficjum), a do jego obowiązków należało: odprawianie liturgii, sprawowanie sakramentów, głoszenie kazań, katechizowanie, prowadzenie ksiąg metrykalnych oraz dokumentacji kościelnej, a także opieka nad majątkiem kościelnym, oraz instytucjami parafialnymi takimi jak szkoły i szpitale (w istocie przytułki dla chorych i ubogich).
Wikariusze byli zatrudniani przez plebanów na czas określony, zazwyczaj na rok lud dwa. Utrzymywali się z wypłacanej przez proboszcza pensji, najczęściej wynoszącej od 100 do 300 złotych rocznie. Do ich obowiązków należało sprawowanie liturgii, odprawianie sakramentów oraz głoszenie kazań i katechizowanie, ale już nie opieka nad majątkiem oraz instytucjami parafianami.
Prebendarze posiadali stały dochód z wydzielonego dla nich majątku kościelnego, ufundowanego w konkretnym celu kultowym (prebenda). Do ich obowiązków należało odprawianie mszy przy jednym z ołtarzy bocznych lub w intencji fundatora.

## Źródła do badań duchowieństwa parafialnego w Rzeczypospolitej Obojga Narodów
Źródła historyczne pozwalające zbadać duchowieństwo parafialnego można podzielić na: źródła narracyjne (w tym egodokumenty i literaturę piękną); źródła kościelne (dokumentację sądów kościelnych, testamenty, protokoły wizytacji biskupich i dziekańskich, akta kongregacji dekanalnych, inwentarze dóbr, księgi wpisów, metryki i kroniki parafialne) oraz źródła proweniencji świeckiej, (korespondencję, supliki, akta fundacyjne, testamenty oraz rachunki).

### Egodokumenty
- Dziuliński K.J.K., Diariusz potocznych rzeczy i wydatków na różne domowe potrzeby, Pamiętnik, 1723.1693, 2433, BJ Dział rękopisów.
- Kossakowski J., Pamiętnik ks. Jana Nepomucena Kossakowskiego, biskupa wileńskiego, red. J. Weyssenhoff, „Biblioteka Warszawska”, 1895, t.2, s. 195-237, 454-475.
- Kossakowski J., Pamiętniki Józefa Kossakowskiego biskupa inflanckiego. 1738-1788, red. A. Darowski, Warszawa 1891.
- Krzysztofowicz S., Silva rerum księdza Szymona Krzysztofowicza, kanonika Katedry Kamienieckiej officiała, podolskiego proboszcza mohylowskiego (1763-1808), red. S. F. Krzyżanowski, Odessa 1864

### Kroniki parafialne
- Liber iurium ecclesiae Niegovicensis […]. Archiwum Parafii Wniebowzięcia NMP w Niegowici.
- Monumenta Ecclesiae Novimontis seu Regestra, b.d., Archiwum Parafialne w Nowej Górze.